# HD 76728
О звезде C Киля см. C Киля

HD 76728, также известная как c Киля (c Car), — звезда в созвездии Киля. Это бело-голубой по спектральной классификации яркий гигант с видимым блеском +3.84, удалён от Земли на 312 световых лет.

## Наблюдение
Звезда расположена в южном небесном полушарии. Будучи расположенной далеко на юге, эту звезду можно наблюдать из южного полушария, лучшим временем наблюдения является период с декабря по май. В северном полушарии визуальные наблюдения возможны лишь в южных умеренных и тропических областях и только в летние месяцы. Её видимая величина составляет +3,8, что указывает на значительную яркость на небе, однако наилучшие условия для наблюдения складываются вдали о источников искусственного освещения.

## Физические характеристики
HD 76728 относится к типу звезд-гигантов, имеет абсолютную величину -1,1. Её положительная радиальная скорость показывает, что звезда удаляется от Солнечной системы.

## Звёздная система
HD 76728 представляет собой звёздную систему, состоящую из двух компонентов. Основным компонентом является звезда видимой величины 3,8. Компонент B имеет величину 12,8 величины, удалённый от компонента А на 21,1 угловых секунд и имеющий позиционный угол 319 градусов.